# Roman Igorevich Bugayev
Bản mẫu:Eastern Slavic name
Roman Igorevich Bugayev (tiếng Nga: Роман Игоревич Бугаёв; sinh ngày 11 tháng 2 năm 1989) là một cầu thủ bóng đá người Nga. Anh thi đấu cho F.K. Kuban Krasnodar.